# Miriam Ponce Vértiz
Miriam Janette Ponce Vértiz es una educadora y política peruana. Fue ministra de Educación en el gobierno de Dina Boluarte, entre septiembre de 2023 y abril de 2024.

## Trayectoria
Como funcionaria pública fue viceministra de Gestión Pedagógica del Ministerio de Educación del Perú.

### Ministra de Estado
En septiembre de 2023 asumió como ministra de Educación en el gobierno de Dina Boluarte, cargo que ocupó hasta abril de 2024 cuando fue reemplazada por Morgan Quero.